# Juliana de Tver
Juliana Alexandrovna de Tver (en russe : Ульяна Александровна Тверская ; c. 1325 – 17 mars 1391) est fille du prince Alexandre de Tver et d'Anastasia de Galicie (fille de Georges Ier de Galicie). Elle est la seconde épouse de Olgierd, grand-duc de Lituanie.

## Biographie
Après le meurtre de son père et de son frère aîné par Öz Beg Khan en 1339, Juliana est placée sous la protection de Siméon de Moscou, qui a épousé sa sœur aînée, Maria, en 1347.
En 1349, Olgierd, grand-duc de Lituanie, envoie une ambassade à la Horde d'or, en proposant à khan Djanibeg de former une alliance contre le prince Siméon de Moscou ; cette proposition n'est pas acceptée et les émissaires, y compris Karijotas, frère d'Olgierd, sont faits prisonniers et détenus contre rançon. En 1350, Olgierd conclut la paix avec Siméon et épouse la belle-sœur de celui-ci, Juliana. Siméon demande d'abord l'avis du métropolite Theognostus pour savoir si une dame chrétienne peut épouser un souverain païen. La même année, Liubartas, frère d'Olgierd, épouse Olga, fille de Konstantin Vassilievitch de Rostov et nièce de Siméon.
Selon les recherches de l'historien polonais Jan Tęgowski, Juliana et Olgierd ont eu huit fils et huit filles (bien que d'autres sources donnent des chiffres différents). Il semble que ces enfants, contrairement à ceux qu'avait eu Olgierd d'un premier mariage avec Maria de Vitebsk, ont été élevés dans la culture païenne. C'est Jogaila, fils de Juliana (et non pas Andrei de Polotsk, l'aîné des fils d'Olgierd) qui hérite du trône et devient grand-duc de Lituanie en 1377. Juliana, en tant que grande-duchesse douairière, est apparue dans la vie politique nationale et a été impliquée dans la guerre civile lituanienne (1381-84) ; elle a également tenté, sans succès, d'unir Jogaila à Sophia, la fille de Dmitri Donskoi, et de le convertir à l'Orthodoxie Orientale, : Jogaila se convertit au catholicisme romain, épouse Hedwige Ire de Pologne, et est couronné roi de Pologne (de jure uxoris) en 1386.
Les historiens ne sont pas d'accord concernant les dernières années de Juliana et son lieu de sépulture. Selon certains, Juliana devint religieuse sous le nom de Marina au monastère du Saint-Esprit de Vitebsk et y fut enterrée. Selon d'autres, qui se basent sur une plaque d'argent découverte lors de travaux de construction menés en 1810, elle a été enterrée dans la cathédrale de la Vierge Marie à Vilnius. La Chronique de Nikon dit qu'elle est devenue religieuse au monastère de la laure des Grottes de Kiev et y fut enterrée. La plus récente découverte a été faite lors d'une restauration de l'Église de la Transfiguration de Polotsk en mars 2012. Une inscription a été trouvée qui date la mort de Juliana au jour de la fête de Saint Alexis (17 mars dans le calendrier orthodoxe),.